# Вотертаун (Тенеси)
Вотертаун (енгл. Watertown) град је у америчкој савезној држави Тенеси.

## Демографија
По попису из 2010. године број становника је 1.477, што је 119 (8,8%) становника више него 2000. године.
| Група             | 2000.         | 2010.         |
| Белци             | 1.232 (90,7%) | 1.318 (89,2%) |
| Афроамериканци    | 83 (6,1%)     | 84 (5,7%)     |
| Азијати           | 1 (0,1%)      | 1 (0,1%)      |
| Хиспаноамериканци | 17 (1,3%)     | 43 (2,9%)     |
| Укупно            | 1.358         | 1.477         |